# Pusana chayuensis
Pusana chayuensis är en insektsart som först beskrevs av Yin, X.-c. 1984.  Pusana chayuensis ingår i släktet Pusana och familjen gräshoppor. Inga underarter finns listade i Catalogue of Life.